# Chevrolet Kadett
För andra betydelser, se Kadett (olika betydelser).

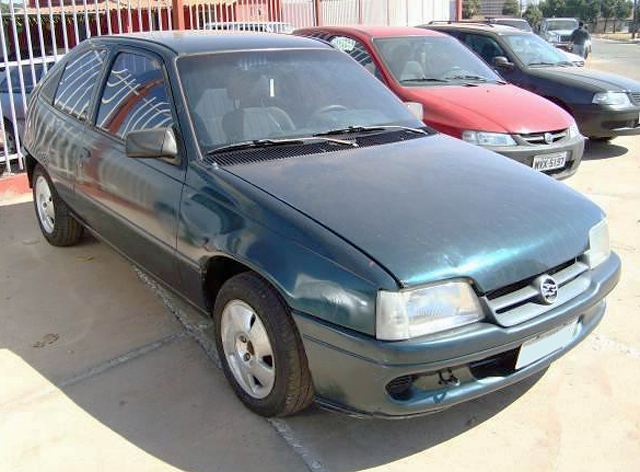
Chevrolet Kadett

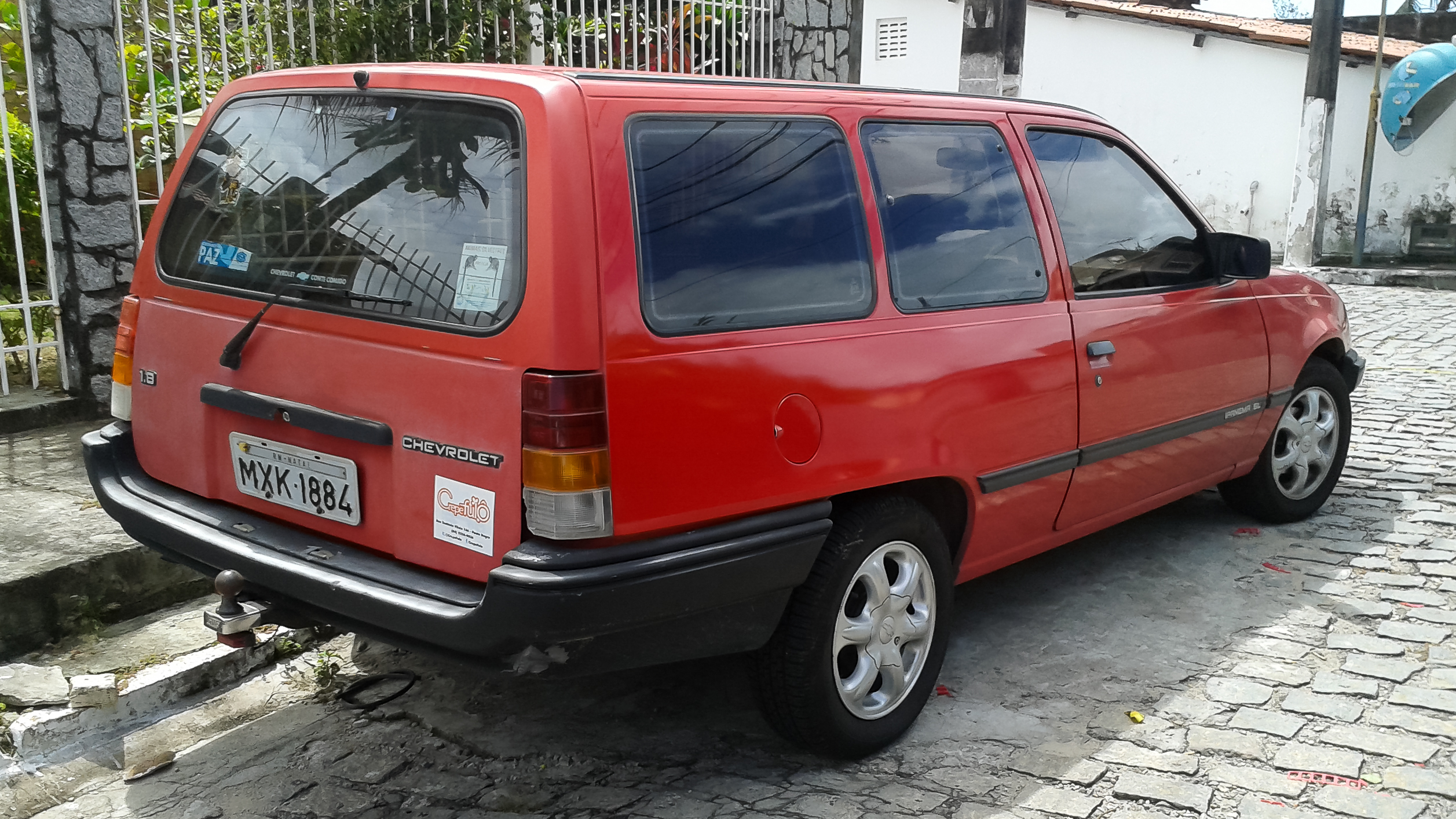
Kombiversion

Chevrolet Kadett är en brasiliansk version av Opel Kadett. Den lanserades 1979 och var en Chevrolet-version av Opel Kadett D. Den hade ett generationsskifte precis som de övriga Kadettderivaten 1984 och en facelift 1988. Därefter tillverkades den relativt oförändrad fram till 1995.